# Konwekcja

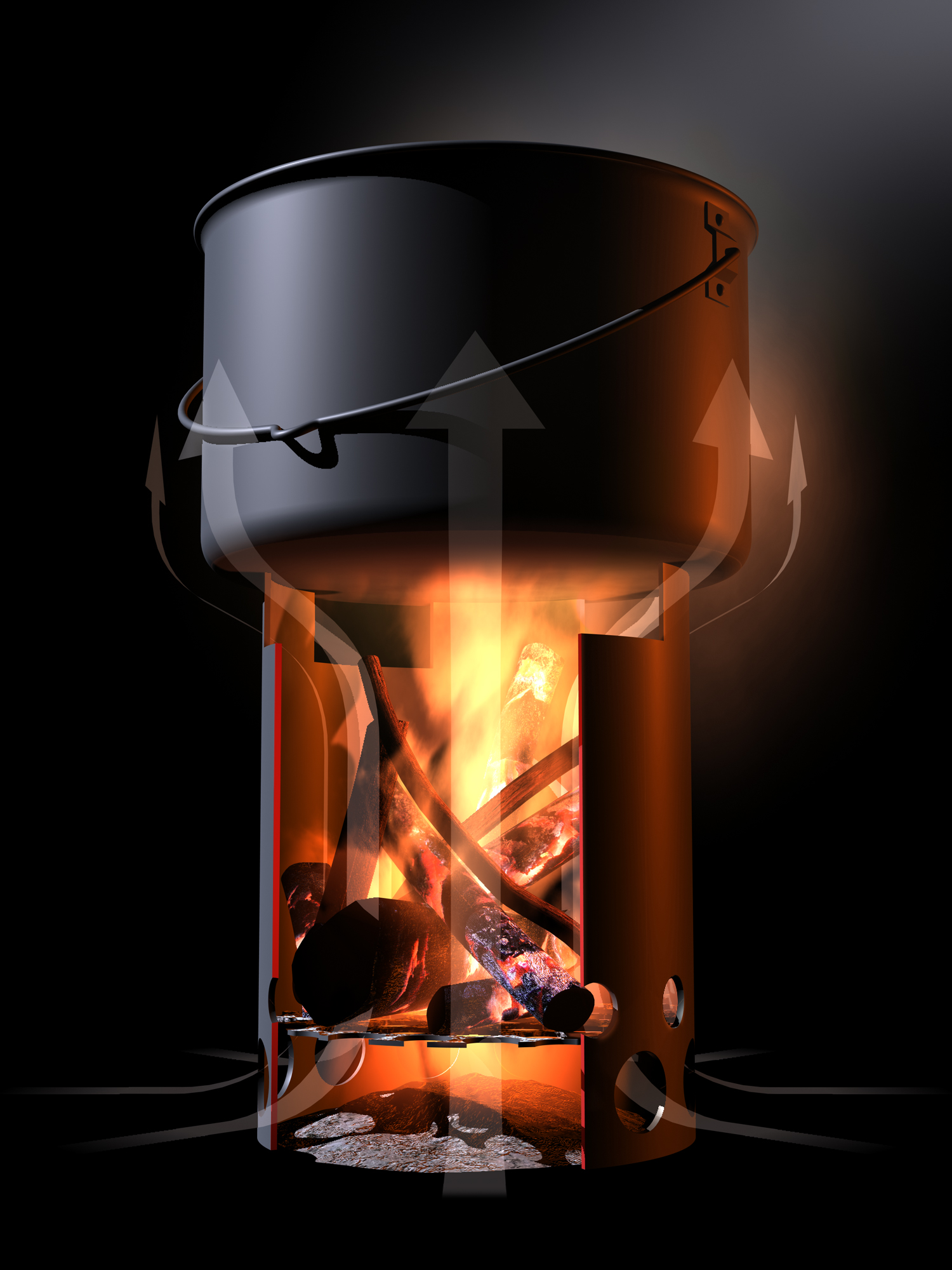
Ilustracja ruchów konwekcyjnych w przypadku prostej kuchenki

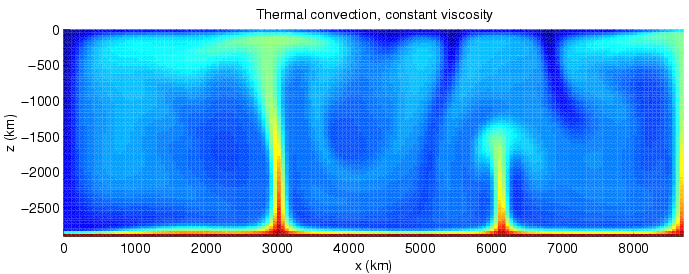
Rysunek przedstawia rozkład temperatury wywołany konwekcją (czerwień - wyższa temperatura, niebieski - niższa) uzyskany jako symulacja komputerowa. Gorące, lżejsze położone niżej warstwy tworzą pióropusze gorącej materii, podobnie chłodniejszy materiał z góry przenosi się w dół. W symulacji przyjęto parametry substancji takie jak konwekcji w płaszczu Ziemi.

Powstawanie komórek konwekcyjnych

Konwekcja – proces przekazywania ciepła związany z makroskopowym ruchem materii w gazie, cieczy lub plazmie, np. powietrzu, wodzie, plazmie gwiazdowej. Czasami przez konwekcję rozumie się również sam ruch materii związany z różnicami temperatur, który prowadzi do przenoszenia ciepła. Ruch ten precyzyjniej nazywa się prądem konwekcyjnym.

## Konwekcja jako proces[3]
Konwekcja jest jednym z kilku mechanizmów transportu energii cieplnej (wymiany ciepła), np. przenoszenie za pomocą dyfuzji molekularnej, dyfuzji turbulencyjnej, adwekcja (przenoszenie, konwekcja) ciepła. Konwekcja jest wydajnym sposobem przekazywania ciepła, ale jednocześnie silnie zależnym od substancji i warunków w jakich zachodzi. Konwekcja w atmosferze i wodzie ma duże znaczenie w kształtowaniu klimatu i pogody na Ziemi.
Wyróżnia się: 
- Konwekcję swobodną – ruch płynu jest wywołany różnicami gęstości (ciśnienia), wywołanymi różnicą temperatur.
- Konwekcję wymuszoną – występuje ruch płynu niewynikający z konwekcji, wywoływany przez czynniki zewnętrzne urządzenia wentylacyjne, wiatr itp.

W układach fizycznych często występuje konwekcja mieszana, będącą złożeniem obu typów konwekcji. 
Ilość przekazanego ciepła przez konwekcję zależy od szybkości ruchu płynu, dlatego w celu zwiększenia przekazywania ciepła w komputerach, chłodnicach samochodowych itp. stosuje się wentylatory zwiększające prędkość przepływu powietrza.

## Prąd konwekcyjny
Każda konwekcja wynika z istnienia prądu konwekcyjnego. W konwekcji naturalnej prąd ten powodowany jest różnicą gęstości pomiędzy obszarami o różnej temperaturze w płynie. W stanie stacjonarnym prądy konwekcyjne tworzą zamknięte pętle - komórki konwekcyjne. Komórka konwekcyjna, w danych warunkach (różnicy temperatur, lepkości płynu) ma pewne minimalne rozmiary. Jeżeli objętość, w której znajduje się płyn, jest mniejsza od minimalnego rozmiaru komórki konwekcyjnej, wówczas prąd konwekcyjny nie powstaje i zjawisko konwekcji nie zachodzi. Efekt ten ma kluczowe znaczenie w konstruowaniu materiałów izolacyjnych, w których występują przestrzenie wypełnione powietrzem. 
Przykłady ruchów konwekcyjnych:
- gorące gazy unoszące się do góry nad płomieniem
- śreżoga – rozedrgane powietrze tworzące wrażenie mgły w gorący i upalny dzień (np. nad rozgrzanym asfaltem)
- delikatny ruch wody podczas podgrzewania (widoczny w naczyniu jako ruszająca się delikatna "mgiełka").

### Chmury powstające w wyniku konwekcji (konwekcja w atmosferze)
W wyniku konwekcji powstają chmury kłębiaste
- Cumulus
  - hummilis
  - medioctris
  - congestus
- Cumulonimbus
- altocumulus
  - castellanus
- i inne